# Corrido (Lombardia)
Corrido (lombardul: Còrred vagy Còrrid) település Olaszországban, Lombardia régióban, Como megyében. Lakosainak száma 845 fő (2023. január 1.). Corrido Carlazzo, Porlezza és Val Rezzo községekkel határos.

## Népesség
A település lakossága az elmúlt években az alábbi módon változott:
| Lakosok száma | 820  | 828  | 845  |
|               | 2017 | 2018 | 2023 |